# Dyseriocrania
Dyseriocrania är ett släkte av fjärilar. Dyseriocrania ingår i familjen purpurmalar.
Kladogram enligt Catalogue of Life:
| Dyseriocrania | \| \| Dyseriocrania auricyanea \| \| \| \| \| \| Dyseriocrania cyanosparsella \| \| \| \| \| \| Dyseriocrania donzelellus \| \| \| \| \| \| Dyseriocrania fastuosella \| \| \| \| \| \| Dyseriocrania griseocapitella \| \| \| \| \| \| ekpurpurmal \| \| \| \| |
|               | \| \| Dyseriocrania auricyanea \| \| \| \| \| \| Dyseriocrania cyanosparsella \| \| \| \| \| \| Dyseriocrania donzelellus \| \| \| \| \| \| Dyseriocrania fastuosella \| \| \| \| \| \| Dyseriocrania griseocapitella \| \| \| \| \| \| ekpurpurmal \| \| \| \| |
|               | Catolbistis |
|               | |
|               | Electrocrania |
|               | |
|               | Eriocrania |
|               | |
|               | Eriocraniella |
|               | |
|               | Eriocranites |
|               | |
|               | Heringocrania |
|               | |
|               | Issikiocrania |
|               | |
|               | Neocrania |
|               | |
|               | Dyseriocrania auricyanea |
|               | |
|               | Dyseriocrania cyanosparsella |
|               | |
|               | Dyseriocrania donzelellus |
|               | |
|               | Dyseriocrania fastuosella |
|               | |
|               | Dyseriocrania griseocapitella |
|               | |
|               | ekpurpurmal |
|               | |

|  | Dyseriocrania auricyanea      |
|  |                               |
|  | Dyseriocrania cyanosparsella  |
|  |                               |
|  | Dyseriocrania donzelellus     |
|  |                               |
|  | Dyseriocrania fastuosella     |
|  |                               |
|  | Dyseriocrania griseocapitella |
|  |                               |
|  | ekpurpurmal                   |
|  |                               |